# Unificarea monetară din 1920
După Marea Unire, pe teritoriul României circulau, practic, 4 monede: 
1. leul românesc emis de BNR;
2. leul românesc emis de Banca Generală Română (BGR), în timpul Administrației Militare de Ocupație în România;
3. coroana austro-ungară în Banat, Bucovina și Transilvania, care exista în două variante: 
  1. banii albaștri, emiși de Banca Austro-Ungariei; și
  2. banii albi, emiși sub guvernarea maghiară a lui Károlyi Mihály – emisiune care nu era, însă, recunoscută de Banca Austro-Ungariei; și
4. rubla, pe teritoriul Basarabiei, și aceasta având două variante (rubla emisă pe vremea țarului și rubla emisa de Guvernul lui Aleksandr Kerenski).[1]

Pe măsura ce se instala, gradual, administrația românească în noile teritorii, se introduceau și leii românești (aprilie 1918 pentru Basarabia, decembrie 1918 pentru fostele teritorii ale monarhiei austro-ungare), însă, lipsa introducerii unor măsuri prohibitive și a controlului efectiv a noilor granițe (disputele cu Regatul Sârbilor, Croaților și Slovenilor, Războiul româno-ungar din 1919) a condus la un aflux de monedă străină, Trasilvania, Banatul si Bucovina devenind foarte atractive pentru populația din celelalte foste teritorii ale Monarhiei austro-ungare, unde statele succesoare au introdus reforme și restricții asupra coroanelor austro-ungare. 
Conform art. 196 din legea generală a vămilor, a art. 448 din tariful vamal, a decretului-lege interpretativ publicat in Monitorul Oficial No. 236 din 17 ianuarie 1919 si a jurnalului Consiliului de Miniștri No. 189 din 7 februarie 1919, importul de coroane austro-ungare era prohibit.
Pentru a stabili cifra exactă a monedelor străine aflate în circulație pe teritoriul României, la 5 decembrie 1918, sub semnătura ministrului de finanțe Oskar Kiriacescu, a fost promulgat de regele Ferdinand decretul pentru ștampilarea leilor de ocupație, dupã 1 ianuarie 1919, urmând sã circule numai bancnotele ștampilate, termenul de ștamilare fiind, însă, prelungit de mai multe ori.

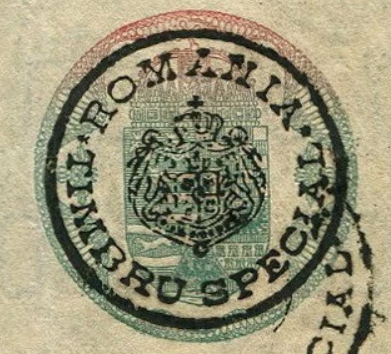
Stampilă cu timbru special aplicată coroanelor austro-ungare care circulau în Transilvania, Banat și Bucovina

Pentru coroanele austro-ungare s-a luat decizia de a fi ștampilate în ianuarie 1919, ștampilarea propriu-zisă având loc, însă, abia între 10 iunie și 28 august 1919, când s-au ștampilat bancnotele de 10, 20, 50, 100, 1.000 și 10.000 de coroane, fiind prelungită până în 1920, aceasta datorându-se Războiului româno-ungar și a instabilității politice din acel timp, între 1918 si 1921 succedându-se 5 guverne, portofloliul Ministerului de Finanțe fiind deținut de către 7 miniștri: Oskar Kiriacescu, Ion N. Angelescu, Aurel Vlad, Mihai Popovici, Constantin Argetoianu, Nicolae Titulescu și Take Ionescu.
Pentru ca unificarea monetară să poată fi pusă în practică, a fost publicată în Monitorul Oficial, la 13 august 1920, Legea pentru retragerea din circulație a coroanelor și rublelor.
Schimbarea a început cu coroanele, aceasta realizându-se în două etape, la o rată de 2:1, și anume:
- 20-24 august 1920 - declararea pe baza unui formular, cât și verbal, a sumelor deținute de către persoanele fizice, cât și de instituții;
- schimbarea propriu-zisă, în intervalul 1 septembrie, ora 08.00 - 10 septembrie 1920, ora 18.00.

A urmat preschimbarea rublelor, tot în două etape:
- 15 – 20 septembrie 1920 - depunerea formularelor și a rublelor la birourile deschise sub supravegherea BNR-ului;
- 28 septembrie - 8 octombrie 1920 – retragerea rublelor.

Cursul anunțat a fost de 1 leu pentru 1 rubla Romanov și 0,3 lei pentru o rubla Kerenski, acesta generând mari proteste, guvernul revenind asupra cursului și stabilind unul nou la 1 leu rubla Kerenski, pentru primele 5.000 de ruble, cu un curs regresiv până la 60.000 ruble, și 1,35 lei rubla Romanov, pentru primele 5.000 de ruble.
Operațiunea de finalizare a unificării monetare a avut loc între 1 februarie 1921 și 31 iulie 1921, constând în achitarea sumelor în ruble încă neachitate și în retragerea și achitarea leilor de ocupație, adică bancnotele BGR în valoare de 1, 2, 5, 10, 25 și 100 de lei, bancnotele de 1.000 de lei fiind retrase în intervalul iunie 1919 - septembrie 1920.

Costul unificării monetare, plătit de BNR a fost de 7.079.000.000 lei.

### Curs valutar
Cursul de schimb, în noiembrie 1919 era:
- 1 leu de ocupație (BGR) - 1 leu;
- 1 rublă - 1 leu;
- 2 coroane - 1 leu.